# أوريلي هالبفاكس
أوريلي هالبفاكس (بالإنجليزية: Aurelie Halbwachs) مواليد 24 أغسطس 1986 في كوريبيب، هو دراج موريشيوسي. شارك في دورة الألعاب الأولمبية الصيفية.

## روابط خارجية
- أوريلي هالبفاكس على موقع الاتحاد الدولي للدراجات (الإنجليزية)
- أوريلي هالبفاكس على موقع أرشيف الدراجات (الإنجليزية)
- أوريلي هالبفاكس على موقع إحصائيات الدراجات الإحترافية (الإنجليزية)
- أوريلي هالبفاكس على موقع نسبة الدراجات (الإنجليزية)
- أوريلي هالبفاكس على موقع MTB Data (الإنجليزية)
- أوريلي هالبفاكس على موقع أوليمبيديا (الإنجليزية)
- أوريلي هالبفاكس على موقع اتحاد ألعاب الكومنولث (مؤرشف) (الإنجليزية)